# Dionchus agassizi
Dionchus agassizi är en plattmaskart. Dionchus agassizi ingår i släktet Dionchus och familjen Dionchidae. Inga underarter finns listade i Catalogue of Life.